# Emperador Zhang de Han
Emperador Zhang de Han   (Xina, 57 dC - Luoyang, 9 d'abril de 88 dC) va ser un emperador de la dinastia Han xinesa del 75 fins al 88. Va ser el tercer emperador de la Dinastia Han Oriental.

## Noms d'era
- Jianchu (建初 py. jìan chū) 76-84
- Yuanhe (元和 py. yúan hé) 84-87
- Zhanghe (章和 py. zhāng hé) 87-88